# 全国地区対抗大学ラグビーフットボール大会
全国地区対抗大学ラグビーフットボール大会（ぜんこくちくたいこうだいがくラグビーフットボールたいかい、通称：地区対抗）は、大学チームのうち、全国大学ラグビーフットボール選手権大会（以下：大学選手権）に出場できない、あるいは出場資格を持たない、地区代表8チームによって行われる全国大会であり、「もう一つの大学ラグビー選手権」とも言われる。

## 概要
日本ラグビーフットボール協会主催の競技大会で、毎年度12月29日から1月6日にかけてパロマ瑞穂ラグビー場で8チームによるトーナメントが行なわれる。「地区対抗」の歴史は、「大学選手権」の開始よりも14年早い 1950年度（昭和25年度）、1951年1月に始まった。
1993年度には、第30回「大学選手権」の改革（出場校数が8チームから16チームへ増加など）にともない、第44回「地区対抗」もそれまで出場の機会が全く無かった北海道、東北、東海、中国、四国のチームにも出場の門戸が広げられた。それらの地方のリーグ戦では、優勝校がまず「大学選手権」への代表決定戦に参加し、それ以外のチームが「地区対抗」に参加する方法へと変化している。
最多優勝は名城大の9回で、西南学院大・福岡大・東京都市大（旧称 : 武蔵工業大）の6回が続く。

## 開催日程
初回から2021年度（第72回）までは、中1日のみで開催していた。
- 1回戦（4試合）- 1月2日
- 準決勝（2試合）- 1月4日
- 決勝（1試合）- 1月6日

2022年度（第73回）からは以下のように中3日をおいて、試合が行われる。
- 1回戦（4試合）- 12月29日
- 準決勝（2試合）- 1月2日
- 決勝（1試合）- 1月6日

## 沿革
- 1950年度（第1回大会）：全国新制大学ラグビーフットボール大会として名古屋市瑞穂公園ラグビー場で実施。
- 1953年度（第4回大会）：大会名を全国大学ラグビーフットボール大会と改称。
- 1966年度（第17回大会）：大会名を現在まで続く全国地区対抗大学ラグビーフットボール大会に改称。
- 1988年度（第39回大会）・1989年度（第40回大会）：瑞穂ラグビー場の改修工事のため、愛知県口論義運動公園で開催。
- 1993年度（第44回大会）：大学選手権の出場校数が8校から16校に倍増し参加地区が増加。それにともない全国地区対抗大会も参加地区が拡大した[4]。
- 2020年度（第71回大会）：新型コロナウイルス感染症の流行により、北海道地区代表の札幌大は、感染拡大防止及び安全確保を図るため、同大学各クラブの年度末までの対外試合への参加中止が決定され、本大会出場を辞退した[9]。また、この第71回大会はすべて無観客で行われた[9]。翌年の第72回大会は有観客となった[10]。
- 2022年度（第73回大会）：試合日程の休養日が「中1日」から「中3日」に変更された。これにより、大会初日（1回戦）は1月2日から12月29日になった。決勝戦は1月6日で、初回大会から変わらない。

## 出場権
近年では、関東、関西、九州の各協会に加盟する大学チームを全国数地区に分け、その地区内の試合結果により代表校が決定する。各地区での試合は「大学選手権」への出場ルートと複雑に絡んでいて関東以外は専用の予選としては行われておらず、年代や地区により若干異なる。また、必ずしも当大会への地区代表はその地区の優勝校とはなっておらず、地区の事情によりその選択方法も任意で異なる。

### 変遷
- 1950年度（第1回）：北海道、東北、関東、東海北陸、関西、中国四国、北九州、南九州の各1代表
- 1981年度（第32回）から代表枠を変更（北海道、東北、関東1区、関東2区、東海北陸、関西、中国四国、九州の各1代表）。
- 1993年度（第44回）：「大学選手権」の出場枠拡大にともない、地区対抗予選の関東1区と関東2区の代表校が、「大学選手権」の関東代表決定戦への予選に出場。それぞれが北海道代表か東北代表（対戦組み合わせは抽選）と対戦し、勝者は、関東大学リーグ5位か関東対抗戦5位校（対戦組み合わせは抽選）との代表決定戦に出場。なお、「地区対抗」の予選参加と関東大学対抗戦、関東大学リーグ戦への重複参加（ただし下部に限る）はこれまでどおり可能であったが、重複参加校が優勝した場合は大学選手権予選への参加は不可（繰上げや代替による出場は無し）とされた。同年の関東二区優勝校は白鷗大でリーグ戦の下部所属校でもあったので、選手権予選への参加は不可となり、地区対抗への代表出場となった。
- 1994年度（第45回）：関東1区では1位校の武蔵工業大学が大学選手権の予選に、2位の東京経済大学が全国地区対抗戦に出場したが、関東2区は優勝校が前年と同様であったため前年と同じ理由により優勝校が「地区対抗」に出場するのみとなった。
- 1995年度（第46回）：関東1区または関東2区とリーグ戦または対抗戦への重複参加が禁止となると共に、それぞれの代表校の「大学選手権」予選への出場が廃止となる。
- 2003年度（第54回）：「日本ラグビーフットボール選手権大会」の出場枠改革により、「地区対抗」優勝校に出場権が与えられ、それに伴い「地区対抗」の出場枠も変更。北海道、東北、関東1区、関東2区、東海北陸1区、東海北陸2区、関西、中国四国、九州1区、九州2区の各1代表に関東大学クラブチーム1代表、医歯薬リーグ代表1チームを加えた全12校。（当初予定は、東西の大学クラブチーム1校ずつと東西の医歯薬リーグ1校ずつだったが、諸事情から関東大学クラブチームと関東医歯薬リーグのみが1校ずつとなったため、空いた2校分を東海北陸と九州に1校ずつ割り当てた。）
- 2004年度（第55回）：2003年度に導入したシステムは廃止し再び2002年度以前の方式に戻した。但し、関東1区と関東2区については、関東大学クラブチーム（同好会チームの連盟）代表との代表決定戦を隔年交替で行なうこととなった。同年は関東1区と対戦。

## 出場チームの決定方法
2023年度（第74大会）。下記のとおり各地区の代表8チームが決まる。
- 北海道地区代表
  - 「北海道チャンピオンシップの部」の1位チーム
  - 1位チームが大学選手権へ出場の場合は、2位チーム
- 東北地区代表
  - 「北日本大学ラグビーフットボール交流戦」東北リーグ代表２チームのうち、交流戦で2位以下の成績となったチーム
  - 2チームの場合は、上位1チーム
- 関東1区代表
  - 「関東1区1部リーグ」の優勝チーム
- 関東2区代表
  - 「関東2区代表決定トーナメント」の優勝チーム
- 東海北陸地区代表
  - 「東海北陸地区代表決定戦」の勝者
- 近畿地区代表
  - 「関西大学Bリーグ」の関西協会推薦チーム
- 中四国地区代表
  - 「全国大学選手権 兼 全国地区対抗大学大会 中四国地区代表決定トーナメント」の準優勝チーム
- 九州地区代表
  - 「九州学生ラグビーリーグ」5位チーム

## 歴代決勝記録
| 年度 | 回数 | 試合日       | 優勝チーム   | スコア             | 準優勝チーム | グラウンド     | 備考                 |
| ---- | ---- | ------------ | ------------ | ------------------ | ------------ | -------------- | -------------------- |
| 1950 | 1    | 1951年1月6日 | 西南学院大   | 8－3               | 北大水産     | 瑞穂ラグビー場 | [ 5 ]                |
| 1951 | 2    | 1952年1月6日 | 西南学院大   | 28－0              | 学習院大     | 瑞穂ラグビー場 | [ 5 ]                |
| 1952 | 3    | 1953年1月6日 | 西南学院大   | 33－12             | 青山学院大   | 瑞穂ラグビー場 | [ 5 ]                |
| 1953 | 4    | 1954年1月6日 | 青山学院大   | 19－3              | 福岡商科大   | 瑞穂ラグビー場 | [ 5 ]                |
| 1954 | 5    | 1955年1月6日 | 関西大       | 32－0              | 松山商科大   | 瑞穂ラグビー場 | [ 5 ]                |
| 1955 | 6    | 1956年1月6日 | 甲南大       | 16－8              | 三重大       | 瑞穂ラグビー場 | [ 5 ]                |
| 1956 | 7    | 1957年1月6日 | 甲南大       | 3－0               | 防衛大       | 瑞穂ラグビー場 | [ 5 ]                |
| 1957 | 8    | 1958年1月6日 | 日本体育大   | 45－0              | 松山商科大   | 瑞穂ラグビー場 | [ 5 ]                |
| 1958 | 9    | 1959年1月6日 | 西南学院大   | 19－14             | 大阪経済大   | 瑞穂ラグビー場 | [ 5 ]                |
| 1959 | 10   | 1960年1月6日 | 西南学院大   | 27－6              | 明治学院大   | 瑞穂ラグビー場 | [ 5 ]                |
| 1960 | 11   | 1961年1月6日 | 近畿大       | 8－3               | 愛知学芸大   | 瑞穂ラグビー場 | [ 5 ]                |
| 1961 | 12   | 1962年1月6日 | 西南学院大   | 22－0              | 愛知学芸大   | 瑞穂ラグビー場 | [ 5 ]                |
| 1962 | 13   | 1963年1月6日 | 岩手大       | 3－0               | 西南学院大   | 瑞穂ラグビー場 | [ 5 ]                |
| 1963 | 14   | 1964年1月6日 | 岩手大       | 0－0（双方優勝）   | 大阪学芸大   | 瑞穂ラグビー場 | [ 5 ] [ 12 ]         |
| 1964 | 15   | 1965年1月6日 | 鹿児島大     | 9－6               | 東洋大       | 瑞穂ラグビー場 | [ 5 ]                |
| 1965 | 16   | 1966年1月6日 | 国士舘大     | 5－0               | 大阪経済大   | 瑞穂ラグビー場 | [ 5 ]                |
| 1966 | 17   | 1967年1月6日 | 成城大       | 16－6              | 北九州大     | 瑞穂ラグビー場 | [ 5 ]                |
| 1967 | 18   | 1968年1月6日 | 鹿児島大     | 17－11             | 広島大       | 瑞穂ラグビー場 | [ 5 ]                |
| 1968 | 19   | 1969年1月6日 | 福岡大       | 19－16             | 広島大       | 瑞穂ラグビー場 | [ 5 ]                |
| 1969 | 20   | 1970年1月6日 | 名城大       | 18－5              | 福岡大       | 瑞穂ラグビー場 | [ 5 ]                |
| 1970 | 21   | 1971年1月6日 | 名城大       | 11－11（双方優勝） | 福岡大       | 瑞穂ラグビー場 | [ 5 ]                |
| 1971 | 22   | 1972年1月6日 | 広島大       | 7－4               | 九州産業大   | 瑞穂ラグビー場 | [ 5 ]                |
| 1972 | 23   | 1973年1月6日 | 東海大       | 21－17             | 福岡大       | 瑞穂ラグビー場 | [ 5 ]                |
| 1973 | 24   | 1974年1月6日 | 名城大       | 13－13（双方優勝） | 京都産業大   | 瑞穂ラグビー場 | [ 5 ]                |
| 1974 | 25   | 1975年1月6日 | 中京大       | 35－11             | 福岡大       | 瑞穂ラグビー場 | [ 5 ]                |
| 1975 | 26   | 1976年1月6日 | 福岡大       | 23－6              | 名城大       | 瑞穂ラグビー場 | [ 5 ]                |
| 1976 | 27   | 1977年1月6日 | 九州産業大   | 36－9              | 帝京大       | 瑞穂ラグビー場 | [ 5 ]                |
| 1977 | 28   | 1978年1月6日 | 帝京大       | 38－10             | 近畿大       | 瑞穂ラグビー場 | [ 5 ]                |
| 1978 | 29   | 1979年1月6日 | 福岡大       | 32－18             | 岩手大       | 瑞穂ラグビー場 | [ 5 ]                |
| 1979 | 30   | 1980年1月6日 | 岩手大       | 18－13             | 関東学院大   | 瑞穂ラグビー場 | [ 5 ]                |
| 1980 | 31   | 1981年1月6日 | 関東学院大   | 45－7              | 広島大       | 瑞穂ラグビー場 | [ 5 ]                |
| 1981 | 32   | 1982年1月6日 | 名城大       | 51－7              | 関東学院大   | 瑞穂ラグビー場 | [ 5 ]                |
| 1982 | 33   | 1983年1月6日 | 関東学院大   | 19－7              | 名城大       | 瑞穂ラグビー場 | [ 5 ]                |
| 1983 | 34   | 1984年1月6日 | 名城大       | 36－10             | 明治学院大   | 瑞穂ラグビー場 | [ 5 ]                |
| 1984 | 35   | 1985年1月6日 | 北海道大     | 19－8              | 新潟大       | 瑞穂ラグビー場 | [ 5 ]                |
| 1985 | 36   | 1986年1月6日 | 名城大       | 39－13             | 東京学芸大   | 瑞穂ラグビー場 | [ 5 ]                |
| 1986 | 37   | 1987年1月6日 | 神奈川大     | 19－9              | 東北学院大   | 瑞穂ラグビー場 | [ 5 ]                |
| 1987 | 38   | 1988年1月6日 | 國學院大     | 16－3              | 国際武道大   | 瑞穂ラグビー場 | [ 5 ]                |
| 1988 | 39   | 1989年1月6日 | 名城大       | 16－3              | 東北学院大   | 口論義運動公園 | [ 5 ]                |
| 1989 | 40   | 1990年1月6日 | 龍谷大       | 21－12             | 東北学院大   | 口論義運動公園 | [ 5 ]                |
| 1990 | 41   | 1991年1月6日 | 東北学院大   | 29－16             | 鹿屋体育大   | 瑞穂ラグビー場 | [ 5 ]                |
| 1991 | 42   | 1992年1月6日 | 摂南大       | 21－10             | 白鷗大       | 瑞穂ラグビー場 | [ 5 ]                |
| 1992 | 43   | 1993年1月6日 | 流通経済大   | 31－19             | 東北学院大   | 瑞穂ラグビー場 | [ 5 ]                |
| 1993 | 44   | 1994年1月6日 | 東北学院大   | 29－7              | 武蔵工業大   | 瑞穂ラグビー場 | [ 5 ]                |
| 1994 | 45   | 1995年1月6日 | 白鷗大       | 36－5              | 徳山大       | 瑞穂ラグビー場 | [ 5 ]                |
| 1995 | 46   | 1996年1月6日 | 武蔵工業大   | 23－13             | 徳山大       | 瑞穂ラグビー場 | [ 5 ]                |
| 1996 | 47   | 1997年1月6日 | 武蔵工業大   | 35－32             | 徳山大       | 瑞穂ラグビー場 | [ 5 ]                |
| 1997 | 48   | 1998年1月6日 | 徳山大       | 72－10             | 京都大       | 瑞穂ラグビー場 | [ 5 ]                |
| 1998 | 49   | 1999年1月6日 | 徳山大       | 62－27             | 東北福祉大   | 瑞穂ラグビー場 | [ 5 ]                |
| 1999 | 50   | 2000年1月6日 | 武蔵工業大   | 67－14             | 仙台大       | 瑞穂ラグビー場 | [ 5 ]                |
| 2000 | 51   | 2001年1月6日 | 武蔵工業大   | 51－24             | 名城大       | 瑞穂ラグビー場 | [ 5 ]                |
| 2001 | 52   | 2002年1月6日 | 愛知学院大   | 19－13             | 武蔵工業大   | 瑞穂ラグビー場 | [ 5 ]                |
| 2002 | 53   | 2003年1月6日 | 武蔵工業大   | 40－18             | 九州国際大   | 瑞穂ラグビー場 | [ 5 ]                |
| 2003 | 54   | 2004年1月6日 | 福岡大       | 51－8              | 東北学院大   | 瑞穂ラグビー場 | [ 5 ]                |
| 2004 | 55   | 2005年1月6日 | 武蔵工業大   | 20－19             | 愛知工業大   | 瑞穂ラグビー場 | [ 13 ]               |
| 2005 | 56   | 2006年1月6日 | 朝日大       | 17－8              | 新潟大       | 瑞穂ラグビー場 | [ 14 ] [ 15 ]        |
| 2006 | 57   | 2007年1月6日 | 中京大       | 48－18             | 武蔵工業大   | 瑞穂ラグビー場 | [ 16 ]               |
| 2007 | 58   | 2008年1月6日 | 中京大       | 64－10             | 武蔵工業大   | 瑞穂ラグビー場 | [ 17 ] [ 18 ]        |
| 2008 | 59   | 2009年1月6日 | 名城大       | 62－19             | 新潟大       | 瑞穂ラグビー場 | [ 19 ] [ 20 ]        |
| 2009 | 60   | 2010年1月6日 | 愛知学院大   | 28－19             | 新潟大       | 瑞穂ラグビー場 | [ 21 ] [ 22 ] [ 23 ] |
| 2010 | 61   | 2011年1月6日 | 大阪経済大   | 42－19             | 愛知工業大   | 瑞穂ラグビー場 | [ 24 ] [ 25 ] [ 26 ] |
| 2011 | 62   | 2012年1月6日 | 愛知学院大   | 33－15             | 東京都市大   | 瑞穂ラグビー場 | [ 27 ] [ 28 ]        |
| 2012 | 63   | 2013年1月6日 | 福岡大       | 42－14             | 東京学芸大   | 瑞穂ラグビー場 | [ 29 ] [ 30 ]        |
| 2013 | 64   | 2014年1月6日 | 東京学芸大   | 21－12             | 日本文理大   | 瑞穂ラグビー場 | [ 31 ] [ 32 ] [ 33 ] |
| 2014 | 65   | 2015年1月6日 | 名城大       | 21－12             | 東京学芸大   | 瑞穂ラグビー場 | [ 34 ] [ 35 ]        |
| 2015 | 66   | 2016年1月6日 | 愛知工業大   | 45－21             | 鹿児島大     | 瑞穂ラグビー場 | [ 36 ] [ 37 ]        |
| 2016 | 67   | 2017年1月6日 | 中部大       | 41－29             | 鹿児島大     | 瑞穂ラグビー場 | [ 38 ] [ 39 ]        |
| 2017 | 68   | 2018年1月6日 | 名古屋学院大 | 43－30             | 札幌大       | 瑞穂ラグビー場 | [ 40 ] [ 41 ]        |
| 2018 | 69   | 2019年1月6日 | 東京学芸大   | 30－29             | 名古屋学院大 | 瑞穂ラグビー場 | [ 42 ] [ 43 ]        |
| 2019 | 70   | 2020年1月6日 | 東京学芸大   | 32－31             | 名城大       | 瑞穂ラグビー場 | [ 44 ]               |
| 2020 | 71   | 2021年1月6日 | 大阪体育大   | 71－14             | 鹿児島大     | 瑞穂ラグビー場 | [ 9 ] [ 45 ]         |
| 2021 | 72   | 2022年1月6日 | 追手門学院大 | 55－19             | 東北学院大   | 瑞穂ラグビー場 | [ 10 ] [ 46 ]        |
| 2022 | 73   | 2023年1月6日 | 東京学芸大   | 61－5              | 中部大       | 瑞穂ラグビー場 | [ 47 ] [ 48 ]        |
| 2023 | 74   | 2024年1月6日 | 追手門学院大 | 24－21             | 西南学院大学 | 瑞穂ラグビー場 | [ 11 ] [ 49 ]        |
| 2024 | 75   | 2025年1月6日 | 東京学芸大   | 24－12             | 西南学院大学 | 瑞穂ラグビー場 | [ 50 ] [ 51 ]        |
| 2025 | 76   |              |              | －                 |              |                |                      |